# Бабичі (Копер)
Бабичі (словен. Babiči) — поселення в общині Копер, Регіон Обално-крашка, Словенія. Висота над рівнем моря: 167,6 м.